# ハンドベースボール
ハンドベースボールは、ソフトビニール製やゴム製などのやわらかいボールを用いて行う簡易野球。バットの代わりに、手のひらでボールを打ち、捕球も素手で行う。略してハンベ、ハンドベース、または日本語で手打ち野球とも呼ばれる。
空き地や神社の境内など狭い場所でも行える子供の遊び。ベースやバッターボックスなどは、棒などで地面に書く。ルールは野球に準じるが、場所が狭い場合あるいは人数が足りない場合などには、3塁ベースを省略した三角ベースとすることもある。
バッターは利き手の親指を中に握り、曲げた指と手首の間でボールを打つ。
投手は下投げによる投球フォーム。
ショートは2名いる為、1チーム10名で行う。2アウト交代や、ファウルを3回すると1アウトなど意外にルールは厳しい。各地区優勝したチームは市民球場で大会なども行われたりする。